# Elymniopsis lise
Elymniopsis lise is een vlinder uit de onderfamilie Satyrinae van de familie Nymphalidae. De wetenschappelijke naam van de soort is voor het eerst geldig gepubliceerd in 1960 door Arthur Francis Hemming.